# Wilhelm Schwarzmueller
Wilhelm Schwarzmüller — австрийский производитель прицепной техники и кузовов. Одно из старейших действующих предприятий в своей отрасли. Занимает 4 место в Европе по объёму производства и одно из ведущих мест по гамме выпускаемой продукции. Штаб-квартира концерна расположена в пригороде австрийского городка Фрайнберг небольшом поселении Ханцинг (Hanzing) в двух километрах от австрийско-немецкой границы. Концерн полностью принадлежит потомкам основателя Йозефа Шварцмюллера.

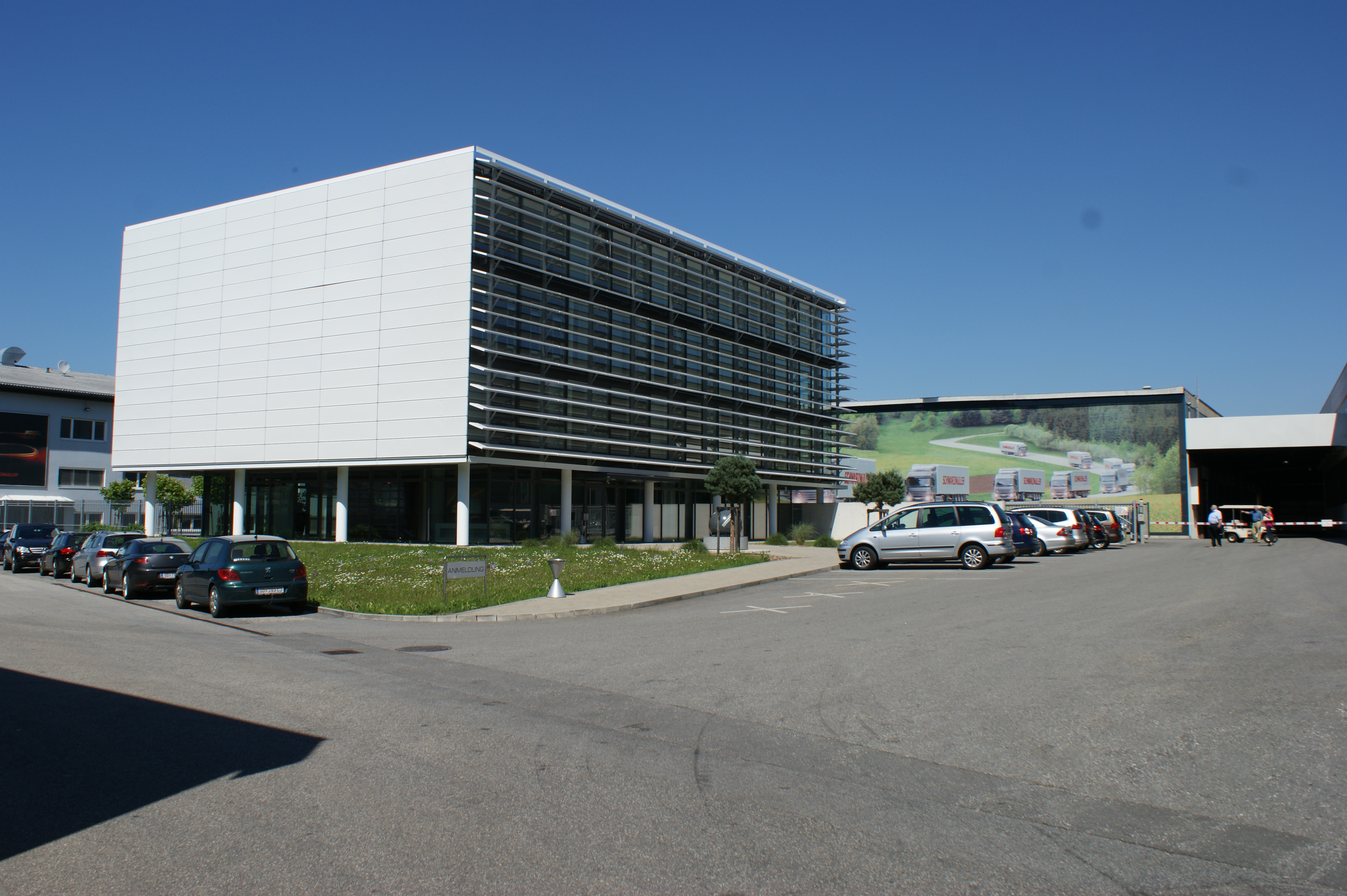
Штаб-квартира Schwarzmueller

## История компании
Свою историю компания ведёт с 1870 года, когда кузнец Йозеф Шварцмюллер основал в немецком Пассау кузнечную мастерскую, в которой два поколения Шварцмюллеров занимались изготовлением повозок и сельскохозяйственной техники. Современная история компании ведёт начало с 1936 г. Вильгельм Шварцмюллер – старший начал строительство завода в местечке Ханцинг в Верхней Австрии в пригороде Пассау с австрийской стороны, расположенного на противоположной стороне реки Инн, около маленького городка Фрайнберг, где по нынешний день расположен главный офис компании. С этого же момента компания приобрела название, известное по сегодняшний день - «Wilhelm Schwarzmüller». На месте мастерской в Пассау осталась сборочная площадка и сервисный центр. Сыновья Вильгельм - младший и Эгон Шварцмюллеры в 60-х годах XX-го столетия сделали из небольшой фирмы мощный концерн, который занял более половины рынка прицепной техники в Австрии, значительную долю на юге Германии, севере Италии, Швейцарии. До 90-х годов прошлого столетия концерн Schwarzmüller выпускал продукцию на заводах во Фрайнберге и Пассау, а также некоторые виды надстроек для грузовых автомобилей и прицепов в основных сервисных мастерских в Вельс. После политических перемен в Центральной и Восточной Европе в начале девяностых годов двадцатого столетия концерн организовал дочерние предприятия в Венгрии, Чехии, Словакии, Польше, Словении, Хорватии и создал филиалы и представительства в Македонии, Югославии, Болгарии, Румынии и Литве. C 2014 и в России.

## Пути развития
1921 год — выпуск первого прицепа для грузового автомобиля
1958 год — открытие четырёх сервисных станций в Австрии
1966 год — расширение гаммы выпускаемой продукции, переход на полную сборку техники
2012 год — начало выпуска полуприцепов линейки Ultralight собственной массой от 4850 кг.

## Расширение и  реструктуризация
В 2002 году концерн запускает завод в чешском городе Жебрак. В 2005 году запускается завод в пригороде Будапешта Дунахарасти. Одновременно с этим прекращается сборка прицепов в Пассау. Историческое место начинает выполнять функции сервисного центра и представительства концерна в Германии.

## Современное производство
Концерн имеет три действующих завода в Ханцинг (Австрия), Жебрак (Чехия) и Дунахарасти (Венгрия), а также сборочные цеха в Вельсе (Австрия)
Каждый завод имеет специализацию выпускаемой продукции.

## Продукция и услуги для покупателей
Производственная линейка Schwarzmüller включает в себя:
- прицепная техника и кузова с платформой, включая специальные модификации,
- полуприцепы с двигающимися полами,
- фургоны, изотермические и рефрижераторные,
- самосвальная прицепная техника и кузова, включая с трёхсторонней разгрузкой,
- тралы,
- лесовозы и сортиментовозы,
- цистерны, включая специальные аэродромные топливные заправщики, учебные,
- сменные кузова оригинальной системы, BDF и иные.

## Безопасность крепления грузов
Концерн уделяет большое внимание безопасности крепления грузов.
В 2012 году был создан специальный полуприцеп, наглядно демонстрирующий все основные способы крепления грузов.
При поддержке  Schwarzmüller в немецком городе Фульда (Fulda) был открыт «3D компетентный центр безопасного крепления грузов»,
в котором этот полуприцеп является действующим экспонатом